# Słupsko (przystanek kolejowy)
Słupsko – nieczynny wąskotorowy kolejowy przystanek osobowy w Chotowie, w województwie łódzkim, w Polsce.